# 関山口駅
関山口駅（せきさんぐちえき）は、かつて福島県西白河郡古関村（現・白河市）にあった運輸通信省白棚線の駅（休止駅）である。

## 概説
白棚鉄道の駅として1926年（大正15年）に開業したのが始まりである。その後、1941年（昭和16年）の鉄道省の買収の際に省営鉄道の駅となったが、戦局の悪化に伴い、白棚線が不要不急路線として休止されたため、鉄道駅としての営業も休止となった。
第二次世界大戦が終結した後も、鉄道駅としての営業が再開されることはなかったが、白棚線が線路跡をバス専用道とした日本国有鉄道自動車局（国鉄バス）の自動車路線である白棚高速線として営業が開始されることになり、1957年（昭和32年）4月26日よりバス専用道上に関山口停車場として営業を開始した。

## 歴史
- 1926年（大正15年）5月19日：白棚鉄道の駅として開業[1]。
- 1941年（昭和16年）5月1日：鉄道省が白棚線を買収、省営鉄道白棚線の関山口駅となる[1]。
- 1944年（昭和19年）12月11日：白棚線の休止に伴い、鉄道駅としての営業を休止[1]。
- 1957年（昭和32年）4月26日：白棚高速線の関山口停車場として営業を開始。

## 休止後の状況
かつての関山口駅と同一地点に設置されており、停車場中心も定められたが、その後国道289号の道路改良に伴い一般道路に転用されているため、鉄道時代の痕跡はほとんどない。ただし、JRバス関東白棚線の関山口停留所は、かつての関山口駅と同一地点に設置されている。
JRバス関東白棚線の路線バスは、棚倉行きの場合、次の関辺停留所から廃線跡（バス専用道）に入る。

## 隣の駅
運輸通信省
白棚線
南湖駅 - 関山口駅 - 古関駅